# Hayti
La ville de Hayti est le siège du comté de Hamlin, situé dans le Dakota du Sud, aux États-Unis. Sa population était de 381 habitants lors du recensement de 2010. La municipalité s'étend sur 0,31 milles carrés (0,8 km2).
Le nom de la localité viendrait des mots « foin » (hay) et « attacher » (tie) : lors du choix du nom, en 1880, les habitants attachaient des bottes de foin.

## Démographie
| 1920 | 1930 | 1940 | 1950 | 1960 | 1970 |
| ---- | ---- | ---- | ---- | ---- | ---- |
| 293  | 344  | 370  | 413  | 425  | 393  |

| 1980 | 1990 | 2000 | 2010 | - | - |
| ---- | ---- | ---- | ---- | - | - |
| 371  | 372  | 367  | 381  | - | - |